# 崙背郷
崙背郷（ルンベイ/ろんぱい-きょう）は台湾雲林県の郷。

## 地理
崙背郷は雲林県の北西端に位置し、東側は二崙郷と、南は土庫鎮及び褒忠郷と、西は麦寮郷と、北は濁水渓を隔てて彰化県大城郷と接している。1960年代は「小上海」と称され麦寮の採石事業で繁栄していた。

## 歴史
崙背郷の地名の由来は、崙前村崙背国小跡地の南側に砂山（砂崙とも称す）が存在し、その南側を「崙前」、北側を「崙背」と称したことに由来する。
清代光緒年間まで、崙背郷は諸羅県に帰属していたが、日本による統治が開始されると斗六支庁に帰属するようになり、地名「布嶼堡」と改められた。1908年、「崙背庄」と改称され同時に台南州虎尾郡の管轄となり28堡が設けられた。戦後の1946年1月20日、台湾で郷鎮制が志向された際に「崙背郷」と改称され、更に同年10月「麦寮郷」が分割された。1950年10月25日に雲林県に帰属するようになり、郷内には14村が設置され現在に至っている。

## 行政区
| 村 |
| --- |
| 東明村、西栄村、南陽村、崙前村、五魁村、豊栄村、旧庄村、草湖村、大有村、阿勧村、羅厝村、港尾村、水尾村、枋南村 |

## 教育

### 国民中学
- 雲林県立崙背国民中学

### 国民小学
- 雲林県崙背国民小学
- 雲林県立東興国民小学
- 雲林県立大有国民小学

## 交通
| 種別     | 路線名称      | その他                                                                            |
| -------- | ------------- | --------------------------------------------------------------------------------- |
| 嘉義客運 | 7701嘉義-麦寮 | 華濟医院、大有、五塊厝、塩園、松本超市、崙背、新起寮、羅厝1、羅厝、東興國小、港尾 |
| 省道     | 台19線        | 二崙郷 - 崙背郷 - 褒忠郷                                                          |

名人

## 観光
- 詔安客家文化館（中国語版）
- 崙背酪農業専区
- 崙前順天宮（中国語版）
- 崙背分駐所宿舎群
- 崙背奉天宮（中国語版）
- 崙背天衡宮
- 崙背夜市
- 猫児干生態教育農園